# توماس ويست
توماس ويست هو سياسي أمريكي، ولد في 12 أكتوبر 1964 في بيفير فولز في الولايات المتحدة. نشط حزبياً في الحزب الديمقراطي. وقد انتخب عضو مجلس نواب أوهايو ‏.